# Liste des députés de Saint-Barthélemy et de Saint-Martin
 (signalé en mai 2025).
Si vous disposez d'ouvrages ou d'articles de référence ou si vous connaissez des sites web de qualité traitant du thème abordé ici, merci de compléter l'article en donnant les références utiles à sa vérifiabilité et en les liant à la section « Notes et références ».
- Archive Wikiwix
- Bing
- Cairn
- DuckDuckGo
- E. Universalis
- Gallica
- Google
- G. Books
- G. News
- G. Scholar
- Persée
- Qwant
- (zh) Baidu
- (ru) Yandex
- (wd) trouver des œuvres sur Wikidata

Cet article dresse la liste des députés de Saint-Barthélemy et Saint-Martin. Le siège de député est pourvu pour la première fois lors des élections législatives de 2012.
| Législature                            | Député              | Parti   | Groupe             | Suppléant           | Autre mandat                                  |
| -------------------------------------- | ------------------- | ------- | ------------------ | ------------------- | --------------------------------------------- |
|                                        |                     |         |                    |                     |                                               |
| XIVe                                   | Daniel Gibbs        | UD-UMP  | UMP puis LR (app.) | Karine Miot-Richard | Membre du conseil exécutif de Saint-Martin    |
| XVe                                    | Claire Guion-Firmin | LR      | LR (app.)          | Micheline Jacques   |                                               |
| XVIe                                   | Frantz Gumbs        | RSM-ENS | DEM                | Mélissa Lake        | Membre du conseil territorial de Saint-Martin |
| XVIIe                                  | Frantz Gumbs        | RSM-ENS | DEM                | Mélissa Lake        | Membre du conseil territorial de Saint-Martin |
| Voir aussi : Histoire de Saint-Martin. |                     |         |                    |                     |                                               |